# Batalha do Guadalquivir (206 a.C.)
A Batalha de Guadalquivir, também conhecida como Batalha de Carteia, foi travada em 206 a.C. entre as forças cartaginesas e romanas no contexto da Segunda Guerra Púnica na Hispânia. As forças cartaginesas foram comandadas por Hanão e as romanas por Caio Lúcio Márcio Sétimo, que se saiu vencedor.

## Contexto
Depois da derrota cartaginesa na Batalha de Ilipa, os turdetanos se juntaram em massa aos romanos. Asdrúbal Giscão e Magão Barca acabaram confinados com suas tropas em Gadir, onde estavam protegidos de um ataque romano. Depois do motim de Sucro e da Revolta de Indíbil e Mandônio, Públio Cornélio Cipião (o futuro "Africano") enviou Márcio Sétimo, com uma pequena força sem uma caravana de bagagem, o que lhe acelerou o passo, para descer até a foz do rio Guadalquivir. Ali, os romanos encontraram o general cartaginês Hanão, que estava tentando recrutar uma força de mercenários para o exército de Magão.

## A Batalha
Hanão tinha à sua disposição 700 cavaleiros, 6 000 soldados, dos quais 4 000 eram celtiberos. Márcio Sétimo atacou a força cartaginesa e a cercou numa colina. Os mercenários rapidamente chegaram num acordo com os romanos e Márcio Sétimo pediu a Hanão que os desertores, os prisineiros que ele tinha consigo, lhe fossem entregues. Por último, ele lhes pediu dinheiro e que descessem da colina para que um acordo pudesse ser fechado. Tão logo os mercenários desceram, Márcio Sétimo lhes expôs a última de suas condições, a entrega de suas armas para que pudessem voltar às suas cidades de origem. A indignação foi enorme entre os celtiberos, que afirmaram que não aceitariam o acinte aos gritos, o que resultou em um combate no qual, depois de uma feroz resistência, metade dos celtiberos mercenários foram assassinados.

## Consequências
Os mercenários cartagineses que conseguiram escapar, fugiram em direção ao exército de Magão Barca, que havia acabado de chegar à costa à frente de uma frota de 60 navios para resgatá-los. O território cartaginês na reunião da Hispânia foi reduzido à cidade de Gadir. Magão embarcou o resto de seu exército nos navios numa tentativa de resgatar Cartago Nova. Ao chegar lá, o exército cartaginês, que era da ordem de alguns poucos milhares, Magão desembarcou e iniciou cercou a cidade, mas foi repelido pela guarnição romana na Segunda Batalha de Cartago Nova.
Magão Barca retornou derrotado a Gadir, apenas para descobrir que a população local havia fechado seus portões ao seu exército e iniciado as tratativas com os romanos. Logo depois, Magão abandonou a cidade e navegou para as ilhas Baleares, passando o inverno em Porto Magão (moderna Maó). No ano seguinte, ele navegou para a península Itálica, onde tentaria insuflar uma revolta entre os lígures.